# Enrique Peña Zauner
Enrique Manuel Peña Zauner (Offenbach am Main, 4 maart 2000) is een Venezolaans-Duits profvoetballer die bij voorkeur als aanvaller speelt. Hij maakte in juli 2023 de overstap van Eintracht Braunschweig naar Roda JC Kerkrade.

## Clubcarrière

### Jeugd
Peña Zauner heeft een Venezolaanse vader en een Duitse moeder en werd geboren in Offenbach am Main. Hij begon met voetballen bij SG Rosenhöhe Offenbach, totdat hij in de jeugdopleiding van Eintracht Frankfurt terecht kwam. In de zomer van 2017 maakte hij de overstap naar het onder 19-elftal van Borussia Dortmund, waar hij twee seizoenen speelde en de onder 19-Bundesliga won. 

### SV Sandhausen
Op 12 juni 2019 tekende Peña Zauner voor drie seizoenen bij 2. Bundesliga-club SV Sandhausen, terwijl hij ook aanbiedingen had ontvangen van het Belgische Royal Excel Moeskroen en het Oostenrijkse LASK. Hij maakte op 27 juli tegen Holstein Kiel zijn debuut voor SV Sandhausen als invaller voor Mario Engels. Met zijn 19 jaar en 263 werd hij de jongste debutant ooit voor Sandhausen. Hij maakte op 26 juni 2020 tegen VfB Stuttgart zijn eerste doelpunt voor de club, maar dat was slechts zijn vierde competitie-optreden van dat seizoen. Ook het seizoen erna kon hij geen basisplaats afdwingen bij Sandhausen. Aan het begin van zijn derde seizoen werd zijn aflopende contract vroegtijdig beëindigd.

### Eintracht Braunschweig
Op 5 augustus 2021 tekende Peña Zauner voor twee seizoenen bij Eintracht Braunschweig, dat een divisie lager uitkwam in de 3. Liga. Hij maakte drie dagen later in de DFB-Pokal tegen Hamburger SV zijn debuut voor de club. In zijn tweede competitiewedstrijd tegen FSV Zwickau maakte hij zijn eerste doelpunt voor zijn nieuwe club. Met vier goals en vier assists was hij dat seizoen belangrijk in promotie naar de 2. Bundesliga, waar hij een seizoen lang opnieuw amper aan spelen toe kwam. Aan het einde van dat seizoen werd zijn contract dan ook niet verlengd.

### Roda JC
Peña Zauner tekende in juli 2023 voor één seizoen bij Roda JC Kerkrade, met een optie voor nog een seizoen. Hij maakte zijn debuut op 11 augustus tegen Helmond Sport (4-1), waarin hij meteen goed was voor zijn eerste doelpunt. Een week later scoorde hij tegen ADO Den Haag tweemaal in een 3-0 overwinning. Onder trainer Bas Sibum deed Roda JC verrassend het hele seizoen mee om promotie naar de Eredivisie. Peña Zauner was daarin heel belangrijk met twaalf goals en twee assists. Nadat Roda JC bijna het hele seizoen op een van de twee directe promotieplekken stond, moest het op de laatste speelronde niet verliezen nummer drie FC Groningen om rechtstreekse promotie naar de Eredivisie af te dwingen. Groningen won echter met 2-0 en daarna werd Roda in de play-offs uitgeschakeld door NAC Breda. Aan het einde van het seizoen verlengde Peña Zauner zijn contract met één jaar.

## Carrièrestatistieken
| Seizoen         | Club                   | Competitie      | Competitie | Competitie | Beker | Beker | Overig | Overig | Totaal | Totaal |
| Seizoen         | Club                   | Competitie      | Wed.       | Dlp.       | Wed.  | Dlp.  | Wed.   | Dlp.   | Wed.   | Dlp.   |
| --------------- | ---------------------- | --------------- | ---------- | ---------- | ----- | ----- | ------ | ------ | ------ | ------ |
| 2019/20         | SV Sandhausen          | 2. Bundesliga   | 5          | 1          | 0     | 0     | –      | –      | 5      | 1      |
| 2020/21         | SV Sandhausen          | 2. Bundesliga   | 11         | 0          | 0     | 0     | –      | –      | 11     | 0      |
| 2021/22         | Eintracht Braunschweig | 3. Liga         | 25         | 4          | 1     | 0     | –      | –      | 26     | 4      |
| 2022/23         | Eintracht Braunschweig | 2. Bundesliga   | 5          | 0          | 0     | 0     | –      | –      | 5      | 0      |
| 2023/24         | Roda JC                | Eerste Divisie  | 36         | 12         | 1     | 0     | 1      | 0      | 38     | 12     |
| 2024/25         | Roda JC                | Eerste Divisie  | 20         | 1          | 1     | 0     | 0      | 0      | 21     | 1      |
| Carrière totaal | Carrière totaal        | Carrière totaal | 102        | 18         | 3     | 0     | 1      | 0      | 106    | 18     |

## Interlandcarrière
Peña Zauner speelde drie wedstrijden voor Duitsland onder 15, maar besloot toen uit te komen voor het land van zijn vader. Hij speelde elf interlands voor Venezuela onder 20. In maart 2024 werd hij voor het eerst opgeroepen voor het eerste elftal van Venezuela, maar hij maakte toen nog niet zijn debuut.